# Panicum longissimum
Panicum longissimum là một loài thực vật có hoa trong họ Hòa thảo. Loài này được (Mez) Henrard mô tả khoa học đầu tiên năm 1927.